# Mao's Last Dancer
Mao's Last Dancer è un film del 2009 diretto da Bruce Beresford, basato sull'omonimo libro autobiografico di Li Cunxin.
Il film è stato presentato per la prima volta il 13 settembre 2009, presso il Toronto International Film Festival.
È uscito negli Stati Uniti nell'agosto 2010 in 33 sale. Non è invece mai stato distribuito nelle sale italiane.

## Box Office
- Bilancio: AUD 25.000.000 (stima).
- Week-end di apertura: 199,657 dollari (USA) (22 agosto 2010) (33 schermi).